# Hermann Günther Grassmann
Hermann Günter Grassmann (Poroszország, Stettin, 1809. április 15. – Stettin, 1877. szeptember 26.) német matematikus, algebrista, filológus, nyelvész. Főképp a vektorfogalom általánosítása fűződik a nevéhez, ő vezette be az absztrakt {\displaystyle n} dimenziós vektor fogalmát (és értelmezte a velük való műveleteket). A szanszkrit nyelv kutatójaként, lefordította német nyelvre az 1028 himnuszt tartalmazó Rigvédát.

## Életrajza
Apja Justus Günther Grassmann, anyja Johanne Luise Friederike Grassmann (szül. Johanne Luise Friederike Medenwald). Az apja matematika-fizika szakos gimnáziumi tanár, aki két matematikakönyvet is írt. Ezek a könyvek minden bizonnyal nagy hatással voltak Hermannra, aki felsőfokú matematikai képzettséggel nem rendelkezett. Hermann a Berlini Egyetemen doktori fokozatot szerzett, de nem matematikából, mivel az egyetemen teológiát és filológiát tanult. Apja matematika könyveit csak egyetemista korában olvasta el, s később úgy nyilatkozott róluk, hogy alapötletei részben ezekből a könyvekből származnak, melyeket ő csak továbbfejlesztett. Ő maga is tanár lett, 1831-től haláláig ő is a Stettini Gimnáziumban tanított; két évet kivéve, 1834-1836 között ugyanis Berlinben tanított. Többször pályázott egyetemi állásra, de mindig elutasították.
1849. április 12-én kötött házasságot egy földbirtokos lányával Therese Knappé-val. 11 gyermekük született és közülük hét érte meg a felnőttkort. Fia Hermann Ernst Grassmann, aki 1893-ban szerzett matematikai doktorátust és Giessenben az egyetemen tanított.
Nemcsak matematika és fizikatankönyveket, hanem nyelvészeti munkákat is írt: latin, illetve német nyelvtankönyvet, valamint 53 éves kora után egyre nagyobb figyelmet szentelt a szanszkrit nyelvnek. Lefordította a Rigvédát, a legalapvetőbb indiai szent könyvek egyikét, mely több mint 1000 oldalas. A monumentális munka elvégzése közben egy közel 2000 oldalas szótárt (Rigvéda-szótárt) is szerkesztett, mely még egy 1955-ös (harmadik) kiadást is megélt. Munkássága elismeréseként az Amerikai Orientalisztikai Társaság tagjai közé választotta. Grassmann a mai napig jegyzett és gyakran hivatkozott szerző a Rigvéda kutatóinak körében. A nyelvészetben egy fonológiai tétel, a Grassmann-törvény őrzi a nevét. Ezenkívül operakritikákat jelentetett meg és népdalgyűjteményt állított össze, botanikával és elektromosságtannal is foglalkozott. Kilenc gyermeke született.

### Matematikai munkássága
Legfontosabb (matematikai) munkája az 1844-ben megjelent Die lineale Ausdehnungslehre, ein neuer Zweig der Mathematik (kb. Egyenes kiterjedéstan, a matematika egy új területe); melyben olyan algebrát alkotott, ahol a szimbólumok pontokat, vonalakat vagy síkokat is jelenthetnek, és meghatározott formális szabályok szerint kell kezelni őket. Ez a modern lineáris algebra egyik alapműve, melyben például már a sokaságokról és a moduluselmélet bonyolultabb fogalmairól (exterior-algebra) is esik szó.
Életében matematikai munkásságát nem kísérte kimondott siker, az 1844-es kiadású Die lineale Ausdehnungslehre annyira nem fogyott, hogy 1864-ben a kiadó mintegy 600 példányt bezúzott, s a fennmaradó néhány példányon is csak a következő 10 év során sikerült túladnia. A könyv – az időközben 1862-ben megjelent javított kiadással együtt – feltehetőleg szokatlan nyelvezete és homályos tárgyalásmódja miatt talált hosszú ideig kedvezőtlen fogadtatásra. Következő könyvének sikere – ha lehet mondani – még szerényebb volt, s Grassmann fokozatosan a matematikán kívül álló területekre fordította a figyelmét (mint fentebb láttuk, nem is eredmény nélkül).
Matematikai műveiben meghatározta a vektortér fogalmát, megfogalmazta a vektorterek alapvető tulajdonságait, definiálta az alteret és a vektortér elemeinek lineáris függetlenségét. Már 1832-ben vektorok segítségével írta fel a mechanika egyenleteit, amivel lényegesen egyszerűbbé váltak bizonyos számítások. Mindezzel jócskán megelőzte korát. Mutatja ezt az is, hogy Gaussnak és Möbiusnak is elküldte eredményeit, ám egyik matematikus óriás sem ismerte fel azok jelentőségét. Amikor Hamilton – akinek szintén sokat köszönhetünk az n-dimenziós tér fogalmának és általában a lineáris algebra létrejöttét illetően – találkozott Grassmann eredményeivel, a legnagyobb német géniusznak nevezte. Mire az 1860-as, 1870-es években más matematikusok is kezdtek hasonló gondolatokra jutni, mint Grassmann, ő már nem foglalkozott matematikával. Tanait William Kingdon Clifford építette tovább az 1870-es évek végétől kezdve.

## Érdekességek
Giuseppe Peano előtt publikált egy olyan definíciópróbálkozást a természetes számok összeadásra, amely csaknem (formálisan) megegyezik az egyik Peano-axiómával, hasonlóan vezeti vissza az összeadást az eggyel való növelésre. 1860-ban megjelent Lehrbuch der Mathematik für höhere Lehranstalten c. könyvének I. részében (Arithmetik, 4. old.) ezt írja:
„Ha a és b az alapsorozat két tetszőleges tagja, akkor az a+b összegen az alapsorozatnak azt a tagját értjük, melyre az a+(b+e) = (a+b)+e formula érvényes.”
Ez valójában egy induktív (rekurzív) definíció (idézi: Gottlob Frege, Az aritmetika alapjai, 1. f. 6. §.; az Áron-kiadás szerint a 28. o.).